# Brachylomia vinctuncula
Brachylomia vinctuncula är en fjärilsart som beskrevs av Taco Hajo van Wisselingh 1957. Brachylomia vinctuncula ingår i släktet Brachylomia och familjen nattflyn. Inga underarter finns listade i Catalogue of Life.